# Boris Goldstein
Boris Goldstein (russisch Борис Эммануилович Гольдштейн, Boris Emmanuilowitsch Goldstein; * 25. Dezember 1922 in Odessa; † 8. November 1987 in Hannover) war ein jüdisch-deutsch-russischer Geiger und Musikpädagoge.  Er war der Bruder von Michael Goldstein.

## Leben
Boris (Busja) Goldstein wurde 1922 in Odessa geboren als Sohn von Emanuel Goldstein, der 1884 in Leipzig geboren worden und seit 1910 Professor für Mathematik in Odessa war. Sein Vater nahm 1918 die sowjetische Staatsbürgerschaft an. Boris war bereits in jungen Jahren eine herausragende Geigerpersönlichkeit. Als Zehnjähriger spielte er mit dem Moskauer Rundfunkorchester im Radio das Violinkonzert von Felix Mendelssohn Bartholdy und begründete damit eine aufsehenerregende Karriere. Seine Lehrer waren Pjotr Stoljarski, Abram Jampolski, Lew Zeitlin und Konstantin Mostras. 1935 gewann Goldstein einen Preis beim Henryk-Wieniawski-Violinwettbewerb in Warschau und zwei Jahre später beim internationalen Ysaÿe-Wettbewerb in Brüssel, denen sich Konzerte in vielen europäischen Hauptstädten anschlossen. Musiker wie Fritz Kreisler, Sergei Prokofjew, Jascha Heifetz und Yehudi Menuhin äußerten sich bewundernd über Goldsteins Spiel. Nach einem Auftritt beim Wieniawski-Wettbewerb meinte Heinrich Neuhaus über den jungen Goldstein: „Man ist verblüfft vom sinnvollen und reifen Spiel, vom Stilgefühl, von der Tiefe und Genauigkeit seiner Darbietungen, um die ihn viele Meister beneiden würden.“
In der Sowjetunion spielte Boris Goldstein regelmäßig im Rundfunk und machte Aufnahmen mit den großen Werken der Violinliteratur und Kammermusik, darunter auch Werke, die speziell ihm gewidmet wurden.
1974 emigrierte Boris Goldstein mit seiner Familie aus der damaligen UdSSR nach Deutschland, wo er ab 1976 im Rahmen einer Professur an der Hochschule für Musik Würzburg eine Meisterklasse leitete.  Sein älterer Bruder Michael Goldstein lebte bereits seit 1969 in Deutschland.  Seine Auftritte als Geiger in Deutschland und Westeuropa wurden Höhepunkte seiner Karriere. Ab 1981 unternahm Boris Goldstein zusammen mit seiner Tochter, der Pianistin Julia Goldstein, viele In- und Auslandstourneen. Julia Goldstein ist verheiratet mit dem Pianisten Wolfgang Manz, ihr Sohn ist der Klarinettist Sebastian Manz.
Auch als Pädagoge konnte Goldstein Erfolge aufweisen: Viele seiner Schüler wurden Preisträger internationaler Violinwettbewerbe, so u. a. Zakhar Bron und Alexander Skworzow.